# بئادیا ای لس اسکاولس
بئادیا ای لس اسکاولس (به اسپانیایی: Boadella i les Escaules) یک شهرستان در اسپانیا است که در کاتالونیا واقع شده‌است.

## خصوصیات
بئادیا ای لس اسکاولس ۱۰٫۷۶ کیلومترمربع مساحت و ۲۲۸ نفر جمعیت دارد و ۸۲ متر بالاتر از سطح دریا واقع شده‌است.